# Per Henrik Widmark

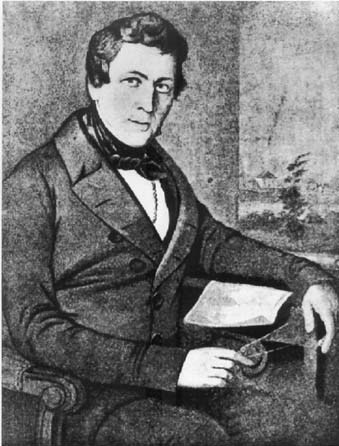
Per Henrik Widmark

Per Henrik Widmark, född 6 april 1800 i Umeå, död 13 oktober 1861 i Stockholm, var en svensk lantmätare och ämbetsman. 

## Biografi
Widmark var son till urmakaren och rådmannen i Umeå Olof Widmark (1771–1825), som upptog släktnamnet efter Vebomark i Lövångers socken, och Margareta Rönnqvist samt var bror till Fredrik Olof Widmark. Han gifte sig 1) 1828 med Carolina Andreetta Ström (1808–1843) och fick med henne barnen Andreette Margareta (1829–1917), Carl Olof, Henrik Adolf, Catharina Lovisa (1835–1854), Per Fredrik, Harald Wilhelm och Robert (1841–1841) samt 2) med Maria Laurentia Emilia Wåhlén (1815–1875) och fick med henne barnen Maria Carolina (1844–1851), Amalia Sofia (1845–1846), Lorentz Emil, Henrika Emilia, Erik Johan, Maria Sofia och Jakob Gustaf.
Widmark lämnade hemmet vid 14 års ålder och skaffade sig själv både uppehälle och utbildning. År 1817 avlade han examen som lantmätare och erhöll 1819 förordnande att verkställa storskifte i Färila socken. Han blev kommissionslantmätare (1824), andre lantmätare i Gävleborgs län 1830, avvittringsstyresman i samma län 1832 och förste lantmätare 1842.
Widmark tog 1854 initiativ till ett sågverk vid sjön Marmen i Hälsingland, vilket 1856 ombildades till Marma Sågverks AB och genomdrev byggandet av Söderhamns Järnväg. Han engagerade sig starkt för Hälsinglands utveckling vad gäller utdikningar, vattenavtappningar kommunikationsleder och befordrandet av rationell skogsdrift. Detta ledde till att regeringen 1859 utnämnde honom till landshövding i Norrbottens län, med vilket ämbete han samma år förenade chefskapet för Ekonomiska kartverket inom länet. Han blev 1849 korresponderande ledamot av Kungliga Samfundet för utgivande av handskrifter rörande Skandinaviens historia.
Widmark författade Historisk beskrifning öfver provinsen Helsingland (del I, avdelning 1, 1860; del II, 1849) och Karta öfver provinsen Helsingland (1851; Förändringar intill 1864), sammandrag efter av honom förut utförda kartor över varje särskild socken, samt avlämnade en Underdånig berättelse, innefattande ekonomiska och statistiska upplysningar om Norrbottens län samlade under embetsresor år 1859 (1860).
Per Henrik Widmark är begravd på Ljusdals södra kyrkogård.